# آبشار بلانچ ماری
آبشار بلانچ ماری (به لاتین: Blanche Marie Falls) یک آبشار در سورینام است که در Sipaliwini District واقع شده‌است.